# História do suicídio
A história do suicídio remonta a muitas culturas antigas e pode ser vista em diferentes contextos ao longo da história. O suicídio foi considerado um ato criminoso em muitos países durante muito tempo, e mesmo hoje em dia, é uma questão controversa e complexa.
As atitudes em relação ao suicídio variaram ao longo do tempo e entre as culturas, é um fenômeno antigo, que remonta a muitas culturas e períodos históricos diferentes. Há evidências de que o suicídio foi discutido na Grécia Antiga e na Roma Antiga, por exemplo. A literatura também é rica em exemplos de personagens que tiraram a própria vida, como o personagem Werther de Johann Wolfgang von Goethe em "Os Sofrimentos do Jovem Werther". O modo como o suicídio é percebido e tratado varia de acordo com a cultura e a época. Em algumas culturas, o suicídio foi aceito como uma forma de honra ou como um ato de protesto político, enquanto em outras foi considerado um pecado ou uma transgressão contra a lei divina, em muitas sociedades, o suicídio ainda é um tabu e um assunto difícil de ser abordado.

## Antiguidade até 1700

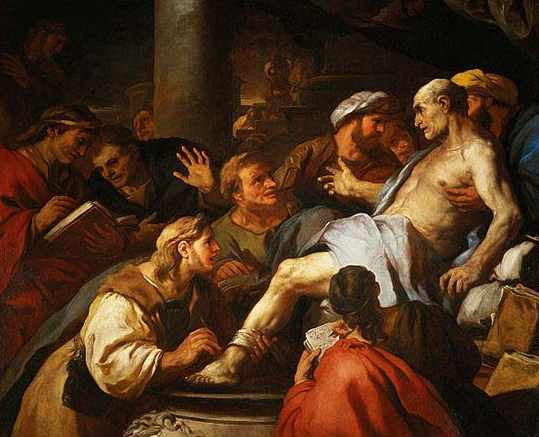
A morte de Sêneca (1684), pintura de Luca Giordano, retratando o suicídio de Sêneca, o Jovem na Roma Antiga.

Uma das primeiras pessoas históricas da Grécia Antiga a morrer por suicídio foi Empédocles por volta de 434 a.C. Uma de suas crenças era que a morte era uma transformação. É possível que essa ideia tenha influenciado seu suicídio. Empédocles morreu atirando-se no vulcão siciliano Monte Etna.

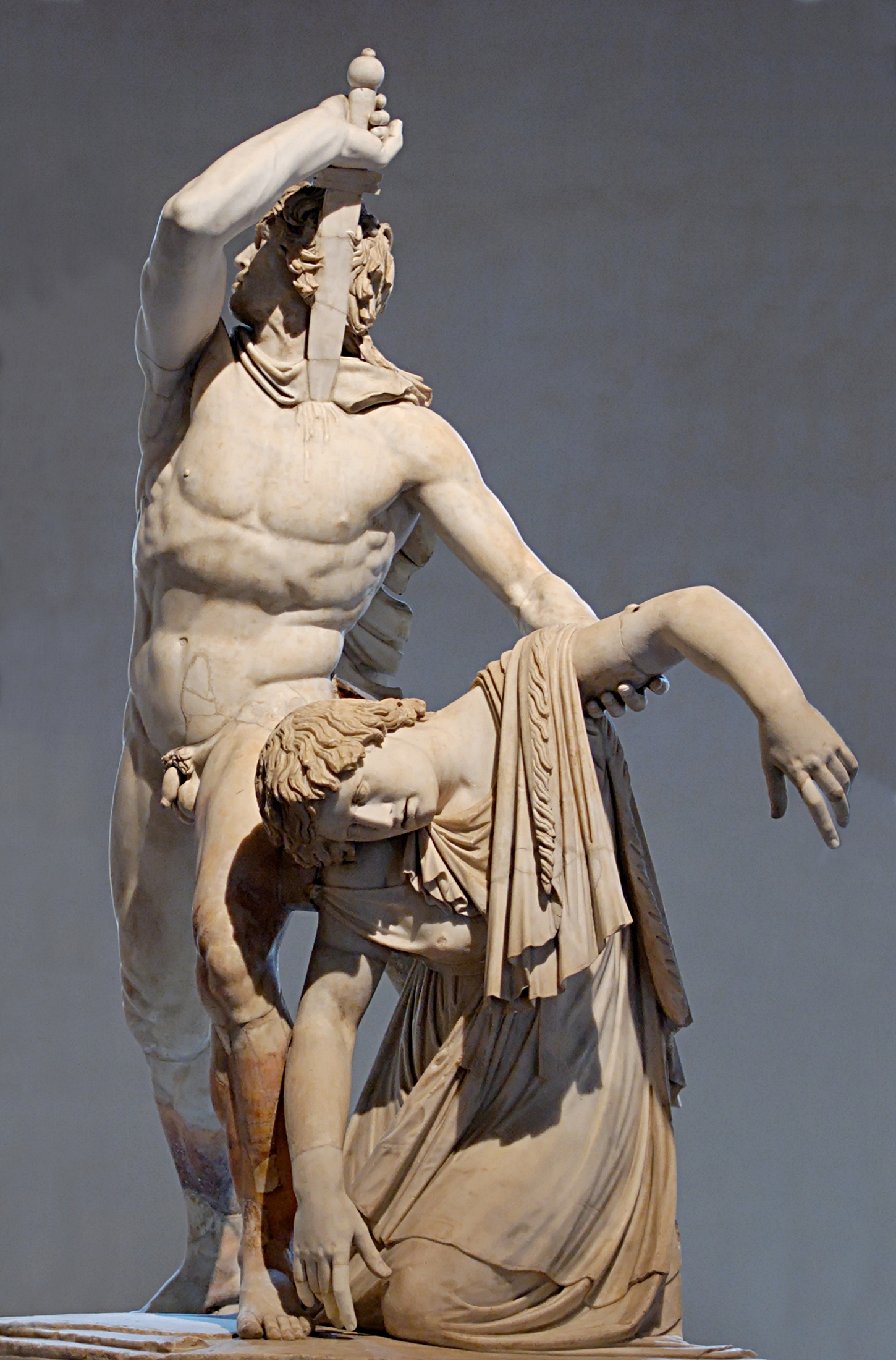
Gaulês Ludovisi matando a si mesmo e a sua esposa, cópia romana após o original Helenística, Palazzo Massimo alle Terme.

Na Grécia Antiga, o suicídio era considerado um ato vergonhoso, a pessoa que cometeu suicídio não recebia o ritual de morte costumeiro para os cidadãos comuns, para os gregos antigos, a vida era um presente dado pelos deuses e a vida e a morte eram subjugadas à vontade dos deuses então o suicídio era visto como uma forma de rebelião contra os deuses, como as pessoas eram propriedade dos deuses, o suicídio, portanto, causaria danos a eles.
Platão discutiu explicitamente o suicídio em duas obras, primeiro, em Fédon, Sócrates expressa entusiasmo pela tese, associada aos pitagóricos, de que o suicídio é sempre errado porque representa a libertação de nós mesmos (isto é, das nossas almas) dos nossos corpos, onde os deuses nos colocaram como uma forma de punição (Phaedo 61b-62c). Mais tarde, em Leis, Platão afirma que o suicídio é vergonhoso e seus perpetradores deveriam ser enterrados em sepulturas não identificadas.
Autores como Plutarco, Eurípides e Virgílio denunciaram o suicídio como um ato covarde e miserável, indigno do homem, no entanto, houve exemplos de suicídio que foram considerados um ato heroico na Grécia Antiga: Codro, que sacrificou sua vida para salvar Atenas dos Lacedemônios e Temístocles, que preferiu se envenenar a liderar os persas contra seus compatriotas.
O Concílio de Arles de 452 afirmou que "se um escravo cometer suicídio, nenhuma censura recairá sobre seu mestre".
Em geral, na Roma antiga, homens livres (mas não escravos) podiam escolher cometer suicídio sem problemas, de fato, o suicídio era elogiado por viúvas que seguiam seus maridos após a morte ou se haviam sido estupradas (por exemplo, Lucrécia) e por homens que queriam evitar a desonra ou o envelhecimento. O suicídio nunca foi uma infração embora toda a abordagem da questão fosse pragmática sendo especificamente proibido em três casos: acusados de crimes capitais, soldados e escravos. A razão por trás de todos os três era a mesma: o suicídio de acusados, soldados e escravos era considerado “antieconômico”. Se o acusado se matasse antes do julgamento e condenação, o estado perdia o direito de confiscar sua propriedade, uma brecha que só foi fechada por Domiciano no século I d.C., que decretou que aqueles que morreram antes do julgamento não tinham direito a herdeiros legais. O suicídio de um soldado era tratado da mesma forma que a deserção. Se um escravo se matasse dentro de seis meses após a compra, o mestre poderia reivindicar um reembolso total do antigo proprietário.
Na Idade Média, a igreja cristã excomungava as pessoas que tentavam o suicídio e aquelas que morriam por suicídio eram enterradas fora de cemitérios consagrados. A Igreja tinha discussões prolongadas no limite onde a busca pelo martírio era suicida, como no caso de alguns dos mártires de Córdoba. Uma ordem criminal emitida por Luís XIV da França em 1670 era muito mais severa em sua punição: o corpo da pessoa morta era arrastado pelas ruas, de bruços, e depois pendurado ou jogado em uma pilha de lixo, além disso, todos os bens da pessoa eram confiscados.

## Mudanças de atitude

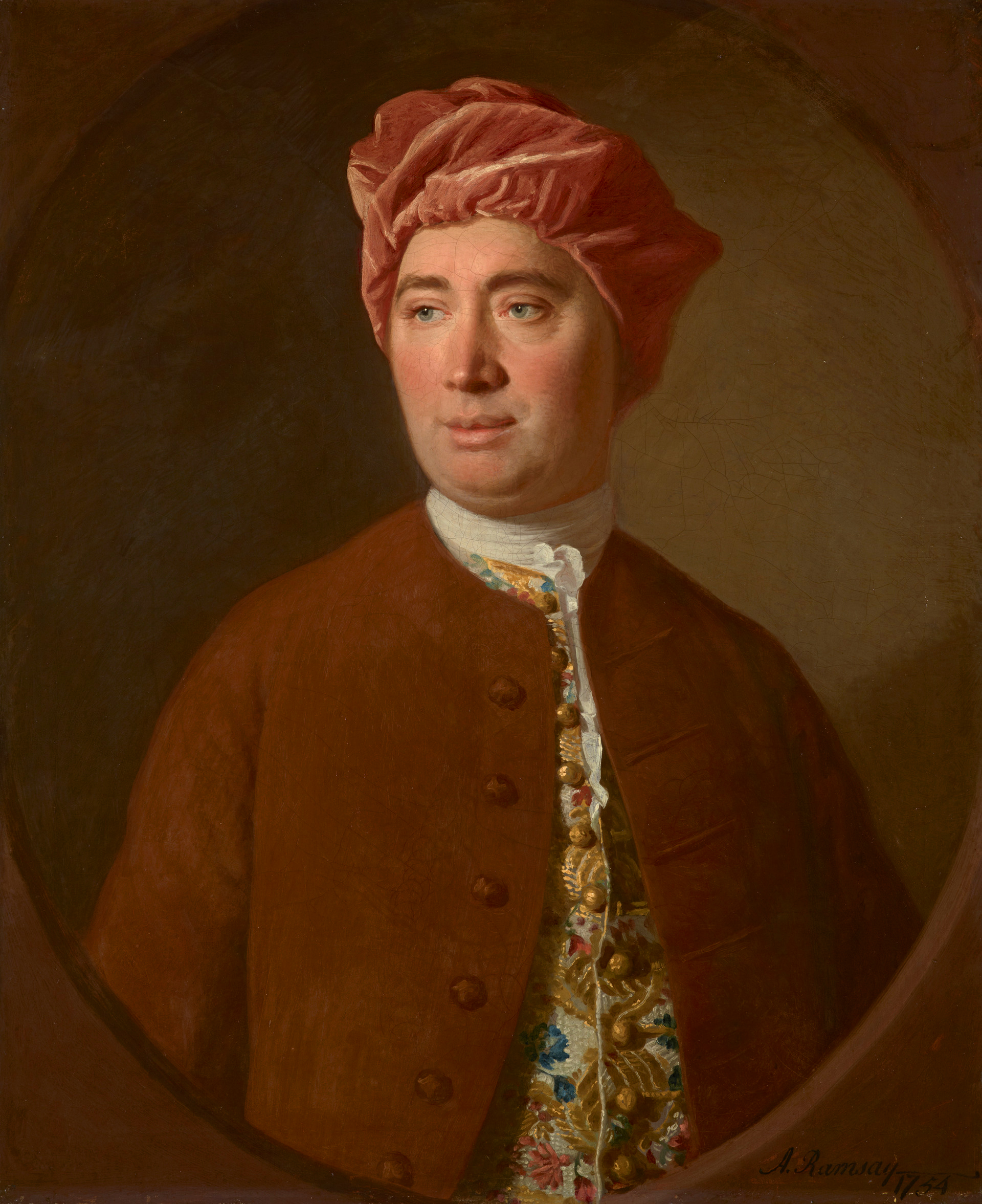
David Hume negou que o suicídio fosse um crime, pois não afetava ninguém e era potencialmente vantajoso para o indivíduo. Retrato por Allan Ramsay, 1754

As atitudes em relação ao suicídio lentamente começaram a mudar durante o Renascimento; Thomas More o humanista inglês, escreveu em Utopia (1516) que uma pessoa afligida por uma doença pode "se livrar desta vida amarga... já que com a morte ele porá fim não ao prazer, mas à tortura... será uma ação piedosa e santa". Foi suicídio assistido, e matar-se por outros motivos ainda era um crime para as pessoas em sua Utopia, punido com a negação dos ritos fúnebres. A obra de John Donne Biathanatos continha uma das primeiras defesas modernas do suicídio, trazendo provas da conduta de figuras bíblicas, como Jesus, Samson e Saul, e apresentando argumentos com base na razão e na natureza para sancionar o suicídio em certas circunstâncias.
No final do século 17 e início do século 18, surgiram estratégias de cometer o suicídio evitando a danação prometida pela maioria das doutrinas cristãs, um exemplo famoso de alguém que desejou acabar com a própria vida, mas quis evitar a eternidade no inferno foi Christina Johansdotter (falecida em 1740), uma assassina sueca que matou uma criança em Estocolmo com o único propósito de ser executada, Christina é um exemplo daqueles que buscam o suicídio por meio da execução de outro, cometendo um assassinato, semelhante ao suicídio por policial.
A secularização da sociedade que começou durante o Iluminismo questionou as atitudes religiosas tradicionais em relação ao suicídio para eventualmente formar a perspectiva moderna sobre o assunto. David Hume negou que o suicídio fosse um crime, pois não afetava ninguém e era potencialmente vantajoso para o indivíduo. Em seus ensaios "Sobre o Suicídio" e "Sobre a Imortalidade da Alma", de 1777, ele perguntou retoricamente: “Por que eu deveria prolongar uma existência miserável, por causa de alguma vantagem frívola que o público talvez receba de mim?”  Uma mudança na opinião pública em geral também pode ser percebida; The Times em 1786 iniciou um debate animado sobre a moção “O suicídio é um ato de coragem?”
Na Europa do século 19, o suicídio parou de ser visto como causado por pecado, em vez disso, passou a ser um consequência da insanidade. Embora o suicídio tenha permanecido ilegal durante esse período, tornou-se cada vez mais alvo de comentários satíricos, como a paródia no jornal Bentley's Miscellany de 1839, para a London Suicide Company ou o musical The Mikado de Gilbert e Sullivan, que satirizava a ideia de executar alguém que já havia se matado.
Em 1879, a lei inglesa começou a distinguir entre suicídio e homicídio, embora o suicídio ainda resultasse na perda de bens. Em 1882, o falecido foi autorizado a enterrar à luz do dia na Inglaterra e em meados do século 20, o suicídio tornou-se legal em grande parte do mundo ocidental.

## Suicídio militar
Nahistória antiga, o suicídio às vezes se seguia à derrota em batalha, para evitar a captura e possível subsequente tortura, mutilação ou escravidão pelo inimigo. Os assassinos de Júlio César, Brutus e Caio Cássio Longino, por exemplo, se mataram após sua derrota na batalha de Filipos. Judeus insurgentes morreram em um suicídio em massa em Masada em 74, durante o Cerco de Massada para não enfrentarem a escravidão pelos romanos.
Durante a Segunda Guerra Mundial, as unidades japonesas costumavam lutar até o último homem, em vez de se render. No final da guerra, a marinha japonesa enviou pilotos para atacar os navios aliados. Essas táticas refletem a influência da cultura guerreira samurai, onde o seppuku era frequentemente necessário após uma perda de honra.